# Paraproporus elegans
Paraproporus elegans är en plattmaskart som först beskrevs av An der Lan 1936.  Paraproporus elegans ingår i släktet Paraproporus och familjen Actinoposthiidae.
Artens utbredningsområde är Norra Ishavet. Inga underarter finns listade i Catalogue of Life.